# Schistophyle horishana
Schistophyle horishana là một loài bướm đêm trong họ Geometridae.